# Ernest Hoepffner
Pour les articles homonymes, voir Hoepffner.
Ernest Hoepffner, né le 14 novembre 1879 à Rountzenheim et mort le 16 octobre 1956 à Strasbourg, est un linguiste romaniste et médiéviste français.

## Biographie
Membre d'une famille de pasteurs protestants, frère aîné de Jean et Robert Hoepffner. Il fit ses études à Strasbourg et fut élève de Alfred Morel-Fatio ; passait son doctorat en 1903 sur Eustache Deschamps. Il succédait à Léo Wiese à l'université d'Iéna en 1911. De 1919 à 1948 il fut professeur de philologie romane à l'université de Strasbourg. Entrait à l'Académie des inscriptions et belles-lettres en 1939.

## Publications

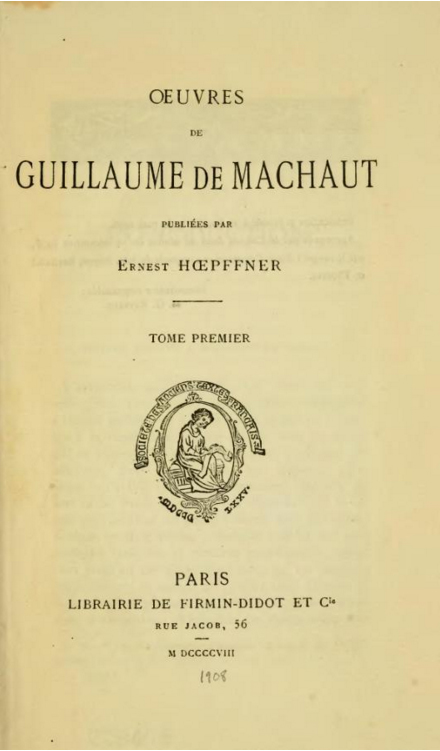
Œuvres de Guillaume de Machaut (tome I, 1908.)

- Les Troubadours dans leur vie et dans leurs œuvres, 1955.
- Avec Prosper Alfaric, La chanson de Sainte Foy. I, Fac similé du manuscrit et texte critique, Les Belles lettres, Paris, 1926.
- L'Alsace littéraire à travers l'histoire, Bibliothèque Jean Macé. Annexe au Bulletin Jean-Macé, juillet 1936, Strasbourg, Librairie de la Mésange , 1937.
- La Folie Tristan de Berne, 1934.
- Œuvres de Guillaume de Machaut, E. Champion, Paris, 1908-14, III tomes.
- Les "Lais" de Marie de France, Paris : A.-G. Nizet , 1995.

## Distinctions
- Officier de la Légion d'honneur en 1950
  -  Chevalier de la Légion d'honneur en 1937 [1].